# San Juan de los Reyes, Angel R. Cabada
San Juan de los Reyes är en ort i Mexiko.   Den ligger i kommunen Angel R. Cabada och delstaten Veracruz, i den sydöstra delen av landet, 400 km öster om huvudstaden Mexico City. San Juan de los Reyes ligger 26 meter över havet och antalet invånare är 1 646.
Terrängen runt San Juan de los Reyes är platt åt nordväst, men åt sydost är den kuperad. Terrängen runt San Juan de los Reyes sluttar västerut. Runt San Juan de los Reyes är det ganska tätbefolkat, med 70 invånare per kvadratkilometer. Närmaste större samhälle är Angel R. Cabadas, 8,7 km norr om San Juan de los Reyes. Omgivningarna runt San Juan de los Reyes är en mosaik av jordbruksmark och naturlig växtlighet.